# Thomas Raber
Pour les articles homonymes, voir Raber.

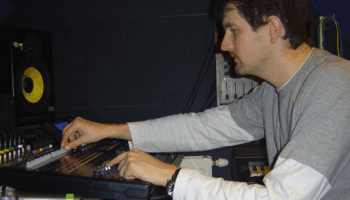
Thomas Raber at work in his Studio.

Thomas Raber (né le 20 novembre 1972 à Steyr) est un compositeur et producteur autrichien. Depuis les années 1990 Thomas Raber est musicien (piano, clavier, guitare, basse, chants) dans différents groupes (sloggahouse, climax, K.R.E.W. twitch), pour lesquels il compose plusieurs chansons.
Raber travaille aussi comme professeur. Ces temps-ci il crée le musical "Le petit animal coloré" ("Das kleine bunte Tierchen") pour enfants, sous la licence de Mira Lobe - publishing company "Jungbrunnen".
Avec sa production "Wienerfelder Messe" (messe-Pop) il tourne dans les églises Autrichiennes. Dès lors, Thomas Raber est connu dans les cercles catholiques. Pour cela il a été engagé pour la messe de l'anniversaire de Christoph Schönborn et Ludwig Schwarz.
Aujourd'hui, Thomas Raber travaille comme compositeur et producteur à Vienne. En 2008 il a composé et produit la hymne-Pop de Linz (Capitale européenne de la culture 2009) pour la chanteuse Yvonne Finsterle.
Il compose aussi des mélodies pour des magazines télé  (TW1-ORF-Austria, Austria9-TV.
Il est propriétaire d'une compagnie de production, d'un label, d'un recording studio la "Hit-Factory".

## Discographie
- 1996, "tilt" (sloggahouse) - compositeur, musicien - RATOM-Edition, Vienne
- 2003, "This was Climax" (Thomas Raber) - compositeur, producteur, musicien - RATOM-Edition, Vienne
- 2004, "Tante Brause und ihre Freunde" (Thomas Raber) - compositeur, producteur, musicien - RATOM-Edition, Vienne
- 2005, "Das kleine bunte Tierchen" (Thomas Raber) - compositeur, producteur, musicien - RATOM-Edition, Vienne
- 2006, "Wienerfelder Messe" (Thomas Raber) - compositeur, producteur, musicien - RATOM-Edition, Vienne
- 2008, "In Linz beginnts net nur" (Yvonne Finsterle) - compositeur, producteur, musicien - RATOM-Edition, Vienne
- 2010, "Liederfundkiste - Lustige Traditionals" (Thomas Raber) - producteur, musicien - RATOM-Edition, Vienne
- 2010, "One Big World" (One-World-Project: Semra Türel, Daniel Kajmakoski, Daria Kokozej, Christian von dem Borne, Melissa Hosler) - compositeur, producteur, musicien - RATOM-Edition, Vienne
- 2011, "Liederfundkiste - Jetzt gehen wir's an" (Thomas Raber, Robert Janes, Lisa Nevyjel, Bertram Mayer, Hubert Till, Uly Paya, Bernd Rossner) - compositeur, producteur, musicien - RATOM-Edition, Vienne
- 2011, "Liederfundkiste - Juchhe, der erste Schnee" (Thomas Raber, Gerald Jatzek, Robert Janes, Lisa Nevyjel, Hubert Till, Uly Paya, Bernd Rossner) - compositeur, producteur, musicien - RATOM-Edition, Vienne
- 2012, "Liederfundkiste - In Kinderstadt" (Thomas Raber, Gerald Jatzek, Boris Beketic, Lisa Nevyjel, Hubert Till, Uly Paya, Bernd Rossner) - compositeur, producteur, musicien - RATOM-Edition, Vienne
- 2012, "Liederfundkiste - Eine Schule für Coole" (Thomas Raber, Gerald Jatzek, Manfred Porsch, Lisa Nevyjel, Hubert Till, Robert Janes, Bernd Rossner, Ruth Klicpera, Günther Glück) - compositeur, producteur, musicien - RATOM-Edition, Vienne
- 2013, "Liederfundkiste - Mama, ich lieb' dich so" (Thomas Raber, Gerald Jatzek, Georg Bydlinski, Hubert Till, Robert Janes, Tünde Nemeth) - compositeur, producteur, musicien - RATOM-Edition, Vienne